# 普雷斯科特 (堪薩斯州)
普雷斯科特（英語：Prescott）是一個位於美國堪薩斯州林縣的城市。

## 地方資料
根據2020年美國人口普查的數據，普雷斯科特的面積為0.79平方千米，當中陸地面積為0.74平方千米，而水域面積為0.05平方千米。當地共有人口207人，而人口密度為每平方千米262.03人。